# ジェフ・ジョーンズ (漫画家)
ジェフ・ジョーンズ（Geoff Johns）はアメリカのコミック・ブックおよび放送作家、映画プロデューサー、TVプロデューサー。DCコミックスの代表取締役で、2010年よりチーフ・クリエイティブ・オフィサーも兼任している。グリーンランタン、アクアマン、フラッシュ、スーパーマンといったDCキャラクターが活躍する作品に携わり、コミック以外の媒体の活動でも知られる。

## 生い立ち
1973年、ミシガン州デトロイトにてバーバラとフレッド・ジョーンズの息子として生まれ、グロース・ポワントやクラークストンの郊外で育ち、クラークストン・ハイスクールに通った。彼には半分レバノン系の血が流れている。

## 経歴
ロサンゼルスにて、ジョーンズはリチャード・ドナー監督の事務所に電話をかけ、研修生になりたいと申し出た。ジョーンズは電話相手をたらい回しにされたが、最終的に偶然にもドナー本人が電話を取り、研修生として受け入れてもらえることになった。ジョーンズは脚本のコピーの仕事を始め、2ヶ月後にはドナーのプロダクション・アシスタントとなり、彼を恩人として仰ぐようになった。
ドナーのもとで『陰謀のセオリー』（1997年）の制作に携わっていたとき、ジョーンズはニューヨークでエディー・バーガンザらDCコミックスのスタッフと出会い、幼少期のコミックへの情熱が再燃する。
バーガンザはジョーンズをオフィスへのツアーに招く。その際、新しいアイデアを提案する機会を与えたられたジョーンズは、スタースパングルド・キッド2世と彼女の養父の物語を描くコミック・シリーズ『Stars and S.T.R.I.P.E.』を作成し、1年後に編集者のチャック・キムに提出する。『JSA』の制作に取り組んでいたデヴィッド・S・ゴイヤーやジェームズ・ロビンソンと出会うまでのあいだ、ジョーンズはコミックを副業として続けていくものと考えていた。ところが、『Stars and S.T.R.I.P.E.』を読んだロビンソンから2000年に『JSA』の共同執筆を依頼され、ロビンソン、マイク・カーリンと一緒に作家としてクレジットされたことにより、コミック産業の道を進むことになった。同年、ジョーンズは#164より『フラッシュ』オンゴーイング・シリーズのレギュラー作家となる。『フラッシュ』製作中、ジョーンズは自身の故郷をモデルにしたさまざまな要素を作中に反映させた。本人曰く、「『フラッシュ』を書いていたとき、私はキーストーンシティをデトロイトとみなし、自動車の街にした。私のキャラクターの多くをデトロイト出身なんだ。私は独力で立身したブルーカラーのヒーローこそデトロイトの象徴だと思う。ウォリー・ウェスト版フラッシュもその1人だ。私はこの街や住人からインスピレーションを得て、本の中にも取り入れたんだ」。ジョーンズは#225まで『フラッシュ』に携わった。
2000年、ジョーンズはベン・ラアブと共同でリミテッド・シリーズ『Beast Boy』を執筆、2002年にはパスカル・フェリーと組んでスーパーマンの『Return to Krypton』ストーリー・アークを手掛けた。また、マーベル・コミックスのために『The Avengers』vol. 3 #57-76（2002～2004年）、『Avengers Icons: The Vision』#1-4（2002年～2004年）を政策した後、ジョーンズはホークマンとティーン・タイタンズのリランチを監督した。
2005年、ジョーンズは『グリーンランタン：リバース』リミテッド・シリーズの作家を務め、その後は『グリーンランタン』オンゴーイング・シリーズの作家となり、ハル・ジョーダン／グリーンランタンの復活を描いた。また、2005年から翌年にかけ、ジョーンズは1985年の『クライシス・オン・インフィニット・アース』の続編となる『インフィニット・クライシス』クロスオーバーを手掛けた。その後、ジョーンズはマーク・ウェイド、グラント・モリソン、グレッグ・ルッカとともに2006～2007年の週刊シリーズ『52』に取り組む。
2006年、ジョーンズはカート・ビュシークと共同執筆で『スーパーマン』や『アクション・コミックス』のストーリー・アークである『Up, Up and Away!』を手掛けた。また、恩師であるドナー監督ともタッグを組み、ドナーの共同執筆のもと『Last Son』を制作した。ジョーンズが携わったこの時期の他の作品として、デール・イーグルシャムと組んだ『ジャスティス・ソサエティ・オブ・アメリカ』Vol 3、ジェフ・カッツとともに立ち上げた『ブースター・ゴールド』Vol 2、極めて高い評価を得た『グリーンランタン』の『Sinestro Corps War』、シェイン・デイビスと組んだファイナル・クライシスのワン・ショット『Rage of the Red Lanterns』などがあり、『アクション・コミックス』ではスーパーマンの育て親ジョナサン・ケントの死を描く『Brainiac』ストーリーラインや、スーパーマンのオリジンを描き直す『Superman: Secret Origin』をゲーリー・フランクとともに制作した。

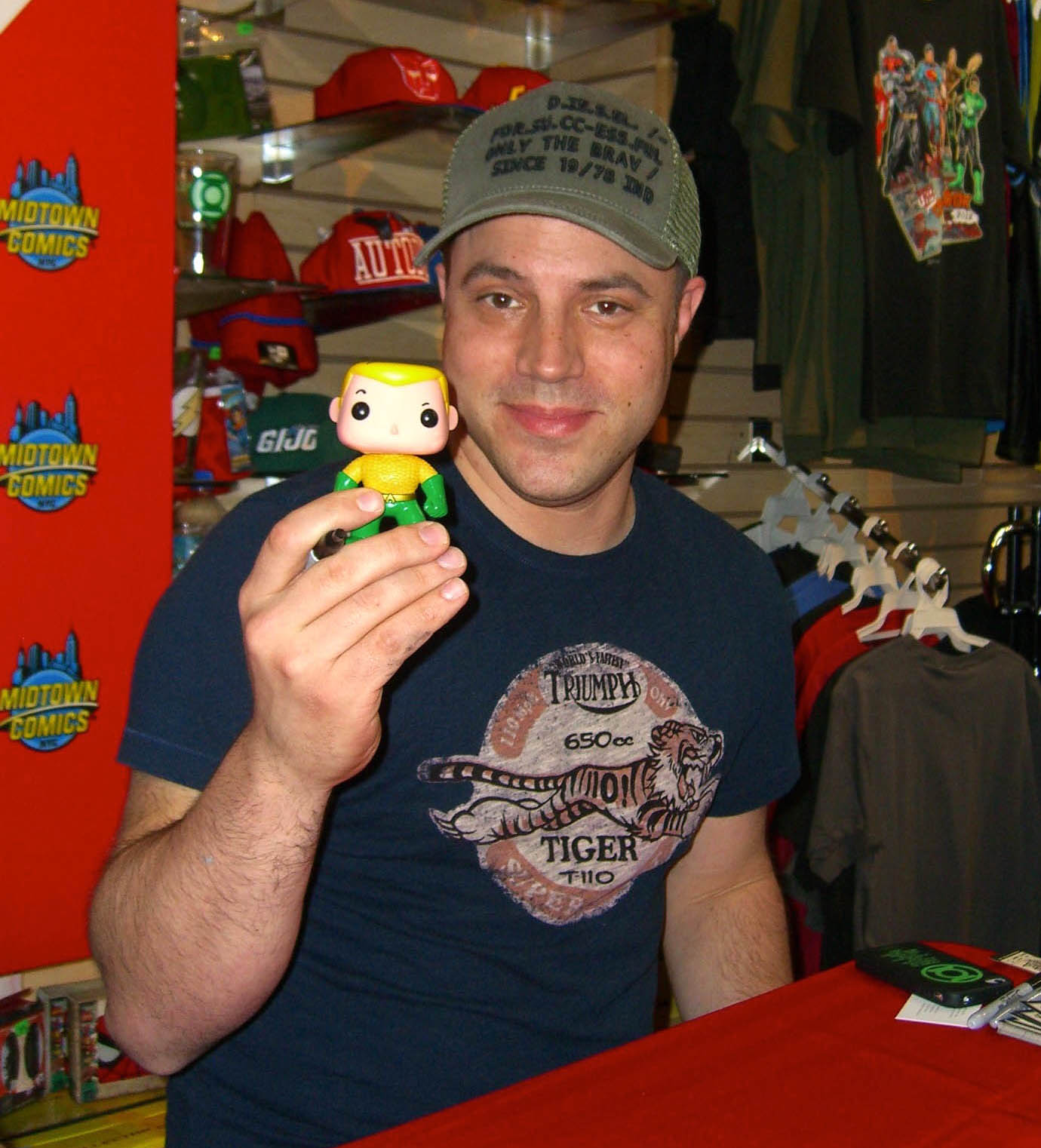
The New 52の一部として書いたタイトルの1つであるアクアマンの Funkoビニールフィギュアを掲げて

### DC Entertainmentの社長兼CCO
2010年2月18日、DCエンターテイメントのダイアン・ネルソン社長はジョーンズをチーフ・クリエティブ・オフィサー（CCO）に指名した。ジョーンズはこの役職が執筆活動に影響することはないと発言しており、就任後にピーター・トマシと共同で『ブライテスト・デイ』クロスオーバーを手がけている。
2010年のインタビューにおいて、ジョーンズは一緒に仕事をしたいアーティストとしてスティーブ・マクニーブンの名を挙げ、現在お気に入りのオンゴーイング・シリーズはJ・マイケル・ストラジンスキーの『ソー』で、オールタイムのお気に入りは全号を収集している『フラッシュ』だと回答した。
2011年9月、ジョーンズが手掛けたミニシリーズ『フラッシュポイント』クロスオーバーの完結後、DCコミックスはNEW 52と呼ばれるDCユニバースの大規模リランチを行った。DCは全てのスーパーヒーロー・コミックのタイトルを一度キャンセルし、新しいタイムラインに属す52の新シリーズを#1からスタートさせた。ジョーンズとアーティスト兼編集者のジム・リーはNEW 52の『ジャスティス・リーグ』を手がけ、新タイムラインにおけるヒーロー・チームのオリジンを描いた。この他、ジョーンズは『ジャスティス・リーグ』のシャザム関連ストーリーや、リランチされた『アクアマン』や『グリーンランタン』にも取り組んでいる。
ジョーンズはバットマンのオリジンを描くパラレルワールド作品、『バットマン：アースワン』でゲーリー・フランクと再び共演した。2013年、ジョーンズは9年にわたって取り組んできた『グリーンランタン』の作家をNEW 52の#20で終えた。2016年、ワーナー・ブラザースはジョーンズがDCエンターテイメントの代表取締役に就任したことを認めたが、彼はCCOの役職も兼任し、ネルソン社長の下で活動している。

### 映画

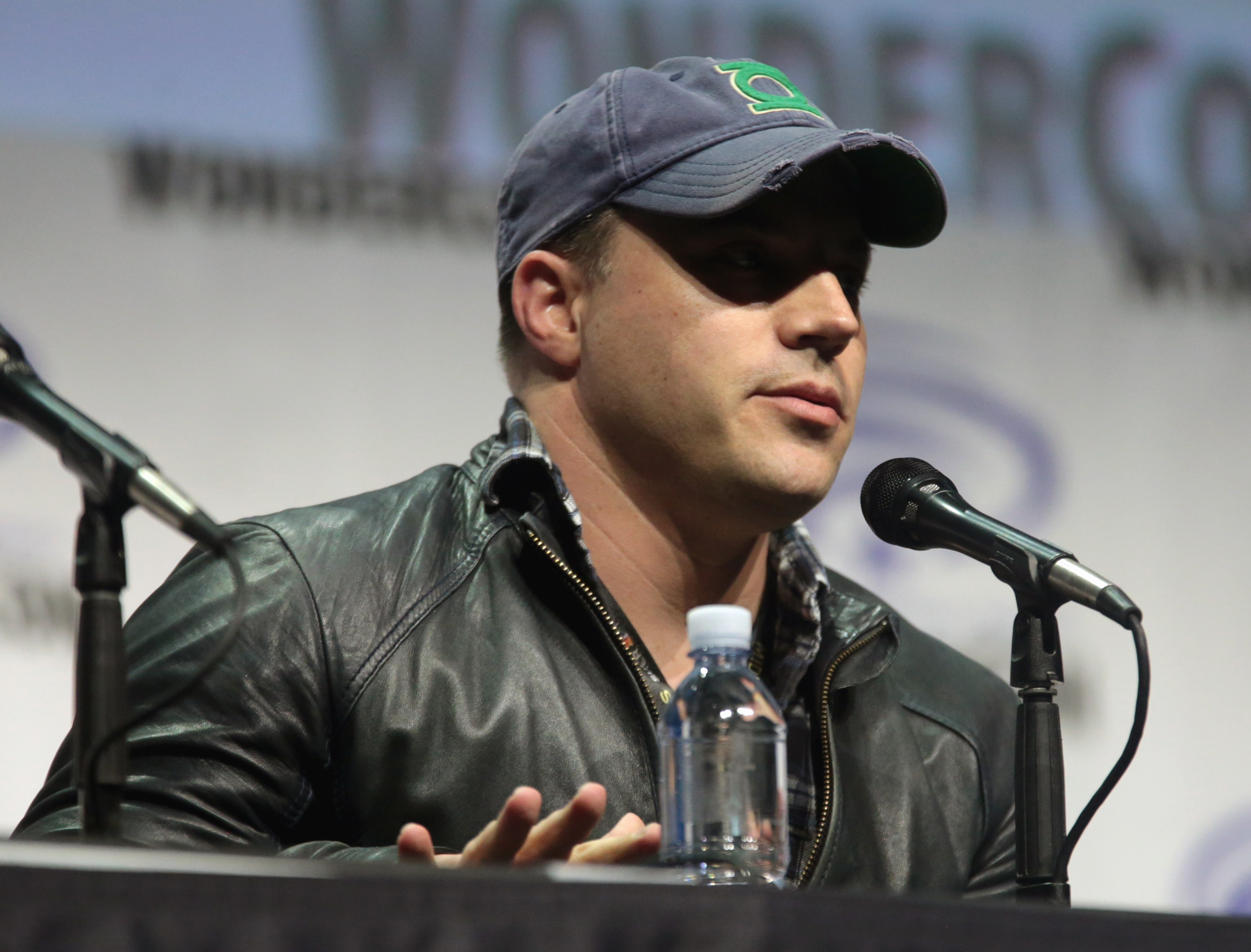
DCコミックの映画プロジェクトを宣伝するために2017年のWonderConで講演するジョーンズ

2011年、ジョーンズはマーティン・キャンベル監督、ライアン・レイノルズ主演の映画『グリーン・ランタン』で共同制作とクリエイティブ・コンサルタントを務めた。

## 受賞/表彰
- 2002ウィザードファンアワードブレイクアウトタレント（for the Flash ）
- 2005年ウィザードファン賞、最優秀作家（ フラッシュ 、 インフィニットクライシス 、 グリーンランタン 、 ティーンタイタンズ ） [6]
- 2006年Wizard Fan Award for Best Writer（for Infinite Crisis ） [7]
- 2008 Project Fanboy Award for Best Writer [8]
- 2009 Project Fanboy Award for Best Writer
- 2009年のスパイクTV Scream Award for Best Comic Book Writer [9]
- 2010年のスパイクTV Scream Award for Best Comic Book Writer（ Blackest Night 、 Brightest Day 、 Flash and Green Lantern ） [10]